# Jeune et jolie (film)
Pour les articles homonymes, voir Jeune et jolie.
Pour plus de détails, voir Fiche technique et Distribution.
Jeune et jolie est un film dramatique français de François Ozon sorti en 2013.

## Synopsis
Durant l'été, alors qu'elle est en vacances au bord de la mer, Isabelle fête ses 17 ans en famille, en présence aussi de la famille de Peter, un proche de ses parents, dont on apprendra plus tard qu'il est l'amant de sa mère. Elle perd sa virginité avec un jeune Allemand, Félix. Pendant l'acte qu'elle subit très passivement et sans plaisir, elle voit son double regarder la scène de façon impassible. Par la suite, elle se montre très froide avec Félix et ne le recontacte pas. 
À son retour à Paris, où elle retrouve le chemin du lycée, elle se livre volontairement et secrètement à la prostitution de luxe sous le pseudonyme de Léa, après qu'un homme l'a contactée à la sortie des cours et lui a donné son numéro de téléphone. Elle enchaîne les clients, plus ou moins agréables. Parmi eux se distingue Georges, homme plus âgé et qui se montre très attentionné. C'est le seul avec qui elle noue des contacts personnels. Il lui raconte brièvement sa vie : il est marié et a une fille dont il s'est peu occupé quand elle était enfant, et qu'il voit plus régulièrement au théâtre et au cinéma depuis qu'elle est devenue adulte. Georges meurt d'une crise cardiaque alors qu'Isabelle et lui sont ensemble. La jeune fille, prise de panique, s'enfuit. Une enquête est alors ouverte et la police judiciaire la retrouve, révélant sa double vie à la mère d'Isabelle. 
Celle-ci est profondément choquée et déstabilisée par la conduite de sa fille, à l'inverse de son mari, le beau-père d'Isabelle, qui prend la chose avec plus de recul. L'adolescente promet de ne pas recommencer. Au printemps, elle rencontre un élève de sa classe, Alexandre, avec qui elle entame une liaison. Elle rompt cependant peu après en lui expliquant qu'elle n'en est pas amoureuse. Plus tard, elle est contactée par la femme de Georges, qui cherche à savoir comment est mort son mari. Les deux femmes se retrouvent dans la chambre d'hôtel où est survenu le décès : elle aussi avait besoin de retourner en ces lieux.

## Fiche technique
- Titre original : Jeune et jolie
- Titre international : Young and Beautiful
- Réalisation : François Ozon
- Scénario : François Ozon
- Décors : Katia Wyszkop
- Costumes : Pascaline Chavanne
- Photographie : Pascal Marti
- Son : Benoît Gargonne
- Montage : Laure Gardette
- Musique : Philippe Rombi
- Production : Éric et Nicolas Altmayer
- Société de production : Mandarin Cinéma, en association avec 5 SOFICA
- Société de distribution : Mars Distribution
- Pays d'origine :  France
- Langue originale : français
- Format : couleur  - 35 mm - 1,85:1 - Dolby SRD
- Genre : drame
- Durée : 94 minutes
- Dates de sortie :
  - France : 16 mai 2013 (Festival de Cannes 2013) ; 21 août 2013 (sortie nationale)
  - Belgique : 21 août 2013
  - Suisse romande : 28 août 2013
- Classification :
  -  France : Interdit aux moins de 12 ans

## Distribution
- Marine Vacth : Isabelle
- Géraldine Pailhas : Sylvie, la mère d'Isabelle
- Frédéric Pierrot : Patrick, le beau-père d'Isabelle
- Fantin Ravat : Victor, le petit frère d'Isabelle
- Johan Leysen : Georges
- Charlotte Rampling : Alice, la veuve de Georges
- Nathalie Richard : Véronique, une amie de Sylvie
- Akéla Sari : Mouna
- Laurent Delbecque : Alex
- Lucas Prisor : Félix
- Djédjé Apali : Peter, le compagnon de Véronique
- Serge Hefez : le psychiatre
- Stefano Cassetti : l'homme de l'hôtel
- Patrick Bonnel : l'homme de la Mercedes
- Olivier Hamel : l'homme du métro
- Carole Franck : l'officier de police judiciaire
- Jeanne Ruff : Claire, une amie d'Isabelle
- Olivier Desautel : le policier
- Iliana Zabeth : l’élève du lycée Henri-IV
- Rachel Khan : la laborantine

## Production

### Genèse et développement
Le titre du film fait référence au magazine français Jeune et jolie, destiné aux jeunes filles entre quinze et vingt-quatre ans à partir de la fin des années 1980.

### Tournage
Selon Var-Matin, François Ozon et son équipe ont commencé le tournage en juin 2012 au Pradet dans le Var jusqu'en août 2012 à Paris. Quant aux scènes du lycée et de ses alentours, elles ont été tournées à Paris au lycée Henri-IV dans le 5e arrondissement, en plein Quartier latin où le réalisateur a été élève.

### Musique
Albums de Philippe Rombi
Dans la maison
(2012)
François Ozon collabore à nouveau avec le compositeur Philippe Rombi pour la musique du film. De plus, il ajoute à la bande son quatre chansons de Françoise Hardy : L'Amour d'un garçon (1963), À quoi ça sert (1968), Première Rencontre (1973) et Je suis moi (1974) dans les quatre saisons du film pour mieux « synchroniser sa vision romantique avec celle, plus crue, d'une ado d'aujourd'hui ». C'est la troisième fois qu'il utilise ce principe après ses films Gouttes d'eau sur pierres brûlantes et Huit Femmes.
Liste de pistes
| 1.    | Été                           | Philippe Rombi  | 2:13 |
| 2.    | L’Amour d'un garçon           | Françoise Hardy | 2:11 |
| 3.    | True Romance (Gigamesh remix) | Citizens        | 4:52 |
| 4.    | Poison Lips                   | Vitalic         | 3:52 |
| 5.    | The Sense of Me               | Mud Flow        | 2:34 |
| 6.    | Chambre 6095                  | Philippe Rombi  | 4:19 |
| 7.    | À quoi ça sert                | Françoise Hardy | 3:29 |
| 8.    | Young Americans               | Poni Hoax       | 4:09 |
| 9.    | Midnight City                 | M83             | 4:04 |
| 10.   | Baptism                       | Crystal Castles | 4:12 |
| 11.   | Première Rencontre            | Françoise Hardy | 2:49 |
| 12.   | Jeune et jolie                | Philippe Rombi  | 4:39 |
| 13.   | Je suis moi                   | Françoise Hardy | 4:38 |
| 48:00 |                               |                 |      |

## Accueil

### Festival et sorties
Après avoir été présenté au festival de Cannes en « compétition officielle » en mai 2013 et au Festival Paris Cinéma en juin 2013, Jeune et jolie est sorti le 21 août 2013.

### Accueil critique
Le film est généralement bien reçu par la critique française, il obtient un score de 3,7/5 de moyenne sur Allociné. La critique américaine se montre moins enthousiaste malgré des notes correctes, le film obtenant un score Metacritic de 63/100, et 73% sur Rotten Tomatoes,.

### Box-office

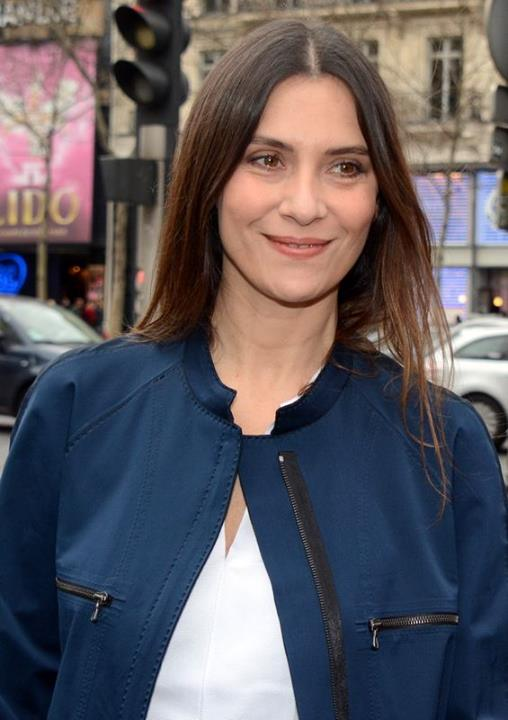
L'actrice Géraldine Pailhas au déjeuner des nommés des César du cinéma 2014.

Au jour de sa sortie nationale, le film se place immédiatement à la première place avec 1 788 entrées à Paris, devant Kick-Ass 2 de Jeff Wadlow (1 078 entrées) et Conjuring : Les Dossiers Warren (The Conjuring) de James Wan (744 entrées).
Le film réalise finalement un score de 682 484 entrées en France.

## Distinctions

### Nominations
- Festival de Cannes 2013 : en compétition pour la Palme d'or
- Festival Paris Cinéma 2013
- Festival international du film de Toronto 2013 : sélection « Special Presentations »
- Festival international du film de Vancouver 2013
- Festival international du film de Palm Springs 2014 : sélection « Modern Masters »
- César 2014 : 
  - Meilleure actrice dans un second rôle pour Géraldine Pailhas
  - Révélation féminine pour Marine Vacth